# Fusako Shigenobu
Fusako Shigenobu (en japonès: 重信 房子, Shigenobu Fusako) (Tòquio, 28 de setembre de 1945) és una activista política comunista japonesa, fundadora i dirigent de l'extinta organització armada Exèrcit Roig Japonès (ERJ). És la mare de la periodista Mei Shigenobu, nascuda el 1973 a Beirut.

## Biografia
Nascuda el 28 de setembre de 1945 al barri especial de Setagaya a Tòquio. Després de la Primera Guerra Mundial el seu pare fou professor d'un terayoka o temple-escola (寺子屋) obert a infants de poblacions pobres dels temples de la regió de Kyūshū, al sud del Japó. Més tard, esdevingué major de l'Exèrcit Imperial Japonès destinat a Manxukuo.
Després de l'institut, començà a treballar per a l'empresa Kikkoman i estudià cursos nocturns a la Universitat de Meiji.
Rebé un Bachelor of Arts en Economia política i en Història a la Universitat de Meiji. Durant aquell període, s'uní als estudiants que protestaren per l'augment de taxes universitàries, i això l'encaminà a l'activisme del moviment estudiantil d'esquerres de la dècada de 1960. Posteriorment, assumí majors posicions del moviment per acabar esdevenint una de les seves dirigents més importants.

## Exèrcit Roig Japonès
El febrer de 1971, juntament amb Tsuyoshi Okudaira, anaren a l'Orient Mitjà per a crear branques internacionals de l'ERJ. A l'arribada, aviat s'escindiren de la facció japonesa de l'ERJ per diferències geogràfiques i ideològiques, així com un conflicte personal amb el nou dirigent, Tsuneo Mori. Mentrestant, la facció que romania al Japó s'uní a l'ala esquerra revolucionària maoista del Partit Comunista Japonès per a formar l'Exèrcit Roig Unit (ERU). No obstant, l'ERU dugué a terme una purga interna l'hivern de 1971–1972 que Shinegobu recordà amb xoc i tristesa. Tant Okudaira com ella escrigueren el llibre わが愛わが革命 («El meu amor, la meva revolució») com a resposta.
Durant més de 30 anys es mantingué a l'Orient Mitjà. El seu trasllat formà part de Solidaritat Revolucionària Internacional, amb la idea que els moviments revolucionaris haurien de cooperar i finalment liderar una revolució socialista mundial. La destinació fou el Líban i l'objectiu donar suport a la causa palestina. Al principi s'uní al Front Popular per a l'Alliberament de Palestina (FPAP) com a voluntària, però finalment l'ERJ esdevingué un grup independent. En alguns dels seus llibres esmenta que «el propòsit de la missió era consolidar l'aliança revolucionària internacional contra els imperialistes del món».
L'any 1974 fou assenyalada en crida i cerca per l'Interpol després del segrest amb ostatges de l'ambaixada francesa a La Haia, en la que es creu que estigué implicada.

## Arrest i empresonament
En algun moment del juliol de 2000 retornà al Japó. El novembre d'aquell any fou detinguda en un hotel de Takatsuki, prop d'Osaka, per a interrogar-la. Els ciutadans japonesos s'espantaren en veure una dona de mitjana edat emmanillada sortint d'un tren que arribava a Tòquio. Quan Shigenobu veié les càmeres expectants, aixecà les mans amb els polzes amunt, cridant als periodistes: «Seguiré lluitant!».
El 8 de març de 2006 fou sentenciada a 20 anys de presó i l'any 2010 rebé una sentència final ferma del Tribunal Suprem japonès amb els mateixos termes. La fiscalia l'acusà de tres delictes: ús de passaport falsificat, ajuda a un altre membre de l'ERJ a obtenir un passaport falsificat i temptativa d'homicidi imprudent per haver planejat i dirigit l'any 1974 un segrest amb ostatges a l'ambaixada francesa de La Haia, als Països Baixos. Shigenobu assumí la culpabilitat dels dos primers càrrecs, però no del càrrec que la vinculà amb el segrest de l'ambaixada de 1974. Entre els testimonis presents al tribunal de la defensa hi hagué Leila Khaled, activista política palestina coneguda per haver comès l'any 1969 el segrest del vol TWA 840 i formar part del Consell Nacional Palestí. En el seu veredicte final, el jutge declarà que no hi hagué cap evidència concloent de la seva implicació en l'ocupació armada de l'ambaixada, en el que resultaren ferits dos policies, o en la temptativa d'homicidi imprudent, però la sentenciaren per presumpte conspiració amb membres del seu grup per a ocupar l'ambaixada.
Shigenobu encara dona suport a la mateixa causa, reclamant que el veredicte només seria el començament d'un moviment més fort, convençuda que no hi hauria d'haver condemna i reclamant que des del moment que les activitats del seu grup foren políticament justificades, se li hauria d'haver ofert una «sortida política de la situació». En una roda de premsa prèvia a la sentència de febrer de 2006, els seus advocats llegiren un haiku que havia creat: «El veredicte no és el final. És només el començament. La forta voluntat seguirà estenent-se».
El desembre de 2008 fou diagnosticada de càncer colorectal i tingué tres operacions per a treure-se'l. Actualment es troba complint condemna a la Presó Mèdica de Hachiōji. Fusako Shigenobu no s'ha penedit mai de la seva responsabilitat en la fundació de l'Exèrcit Roig, si bé matisa que la lluita armada no té sentit. Tanmateix, des de la presó seguí fidel al seu haiku.
El 28 de maig de 2022 fou alliberada de la presó de Tòquio, si bé la Policia Metropolitana de la ciutat va garantir que se la mantindria amb vigilància fora de la presó.

## En la cultura popular
- El llibre de 1991 Shoot the Women First, d'Eileen MacDonald, confon erròniament Hiroko Nagata amb ella, atribuint-li les accions de Nagata a la purga de 1971-72 a l'Exèrcit Roig Unit.[16]
- L'any 2007 el cantant de rock japonès Panta publicà l'àlbum Oriibu cap Ki cap shitade, del qual ella escrigué algunes de les lletres de les cançons.
- L'actriu Anri Ban encarnà el seu personatge a la pel·lícula de Kōji Wakamatsu de 2007 Jitsuroku Rengōsekigun Asama-Sansō e no Dōtei (実録・連合赤軍 あさま山荘への道程).
- L'any 2008 l'artista Anicka Yi i l'arquitecte Maggie Peng crearen un perfum dedicat a ella sota el nom de Crepuscle Shigenobu.[1][17]
- L'any 2010 apareix juntament amb la seva filla Mei al documental Children of the Revolution, el qual fou estrenat al Festival Internacional de Cinema Documental d'Amsterdam.

## Publicacions
- 1974: 『わが愛わが革命』 ("El meu amor, la meva revolució") Kodansha.[18]
- 1983: 『十年目の眼差から』 話の特集、ISBN 4826400667
- 1984: 『大地に耳をつければ日本の音がする　日本共産主義運動の教訓』ウニタ書舗、 ("Si pares l'orella a terra, pots escoltar el so del Japó: Lliçons del moviment comunista japonès") ISBN 4750584096
- 1984: 『ベイルート1982年夏』話の特集、 ("Beirut, estiu 1982") ISBN 4826400829
- 1985: 『資料・中東レポート』1（日本赤軍との共編著）、ウニタ書舗、 ("Materials: Informes des d'Orient Mitjà 1")[19]
- 1986: 『資料・中東レポート』2（日本赤軍との共編著）、ウニタ書舗、 ("Materials: Informes des d'Orient Mitjà 2")[20]
- 2001: 『りんごの木の下であなたを産もうと決めた』幻冬舎、 ("He decidit parir-te sota un pomer") ISBN 434400082X
- 2005: 『ジャスミンを銃口に　重信房子歌集』幻冬舎、 ("Gessamí a la boca del canó d'una pistola: Col·lecció de poemes de Fusako Shigenobu") ISBN 4344010159
- 2009: 『日本赤軍私史　パレスチナと共に』河出書房新社、 ("Una història personal de l'Exèrcit Roig Japonès: Junts amb Palestina") ISBN 978-4309244662
- 2012: 『革命の季節 パレスチナの戦場から』幻冬舎、 ("Estació de la Revolució: Des del camp de batalla a Palestina") ISBN 9784344023147